# Xã Wilcox, Michigan
Xã Wilcox (tiếng Anh: Wilcox Township) là một xã thuộc quận Newaygo, tiểu bang Michigan, Hoa Kỳ. Năm 2010, dân số của xã này là 1.098 người.